# Znanosti o životu
Znanosti o životu obuhvaćaju grane znanosti koje se bave znanstvenim proučavanjem života - poput mikroorganizama, biljaka i životinja, uključujući i ljudska bića. Znanosti o životu su jedna od dvije glavne grane prirodnih znanosti, a druga grana su fizikalne znanosti koje se bave neživom materijom. Biologija je krovna prirodna znanost koja proučava život, a ostale znanosti o životu su njene poddiscipline. 
Neke znanosti o životu usredotočuju se na određenu vrstu organizma. Na primjer, zoologija je proučavanje životinja, dok je botanika proučavanje biljaka. Druge znanosti o životu usredotočuju se na aspekte zajedničke svim ili mnogim oblicima života, poput anatomije i genetike. Neke se usredotočuju na mikrorazmjere (npr. molekularna biologija i biokemija ), drugi na veće razmjere (npr. citologija, imunologija, etologija, farmacija i ekologija). Druga velika grana znanosti o životu uključuje razumijevanje uma  - neuroznanost. Otkrića znanosti o životu pomažu u poboljšanju kvalitete i standarda života i imaju primjenu u zdravstvu, poljoprivredi, medicini te farmaceutskoj i prehrambenoj industriji.  

## Glavne grane znanosti o životu
- Biologija – znanstveno proučavanje života.[1][2][3]
- Anatomija – proučavanje forme i funkcije biljaka, životinja i ljudi te drugih organizama.[4]
- Astrobiologija – proučavanje nastanka i prisutnosti života u svemiru.[5]
- Bakteriologija – proučava bakterije
- Biotehnologija – proučava kombiniranje živih organizama s tehnologijom.[6]
- Biokemija – proučava kemijske reakcije koje su potrebne da bi život nastao i funkcionirao, obično uz fokus na stanični nivo.[7]
- Bioinformatika – proučava i razvija metode ili softverske alate za pohranu i dohvaćanje, organizaciju i analizu bioloških podataka sa svrhom otkrivanja korisnih bioloških spoznaja.[8]
- Biolingvistika – proučava biologiju i evoluciju jezika.
- Biološka antropologija – proučava ljude, primate i hominide (velike čovjekolike majmune).
- Biološka oceanografija – proučava život u oceanima i njegovu interakciju s okolišem.
- Biomehanika – proučava mehaniku živih bića.[9]
- Biofizika – proučava biološke procese koristeći teorije i metode koje se tradicionalno koriste u fizici.[10]
- Botanika – proučava biljke.[11]
- Biologija stanice (stanična biologija, citologija) – proučava živu stanicu kao cjelinu te molekularne i kemijske interakcije koje se unutar stanice odvijaju.[12]
- Razvojna biologija – proučava procese putem kojih se organizam formira, od zigote do završne strukture
- Ekologija – proučava međusobne interakcije živih organizama te interakcije živih organizama s ne-živim elementima njihovog okoliša.[13]
- Enzimologija – proučava enzime.
- Etologija – proučava ponašanje živih organizama.[14]
- Evolucijska biologija – proučava nastanak i podrijetlo vrsta tijekom vremena.[15]
- Evolucijska razvojna biologija – proučava evoluciju razvoja uključujući njene molekularne kontrolne mehanizme.
- Genetika – proučava gene i nasljeđivanje.
- Histologija – proučava tkiva složenih živih organizama.
- Imunologija – proučava imunosni sustav.[16]
- Mikrobiologija – proučavanje mikroskopskih organizama (mikroorganizama) i njihove interakcije s drugim živim organizmima.
- Molekularna biologija – proučavanje biologije i bioloških funkcija na molekularnoj razini, preklapa se s biokemijom, genetikom i mikrobiologijom.
- Mikologija – proučava gljive.
- Neuroznanost – proučava živčani sustav.
- Paleontologija – proučavanje prethistorijskih organizama.
- Parazitologija - proučava parazite, domaćine i njihove međusobne odnose.
- Patologija - proučavanje uzroka i učinaka bolesti ili ozljeda.
- Farmakologija – proučava djelovanje ljekova.
- Fikologija – proučava alge.[17]
- Fiziologija – proučavanje funkcioniranja živih organizama te organa i dijelova živih organizama.
- Populacijska biologija – proučavanje skupina istovrsnih organizama.
- Kvantna biologija – proučava kvantne fenomene u živim organizmima.
- Strukturalna biologija – grana molekularne biologije, biokemije i biofizike koja se bavi molekularnom strukturom bioloških makromolekula.
- Sintetička biologija – proučava dizajn i konstrukciju novih bioloških entiteta kao što su enzimi, genetski sklopovi i stanice ili redizajn postojećih bioloških sustava.
- Sistemska biologija – proučavanje integracije i ovisnosti različitih komponenti unutar bioloških sustava, s posebnim fokusom na ulogu metaboličkih putova i strategija staničnih signala u fiziologiji.
- Teorijska biologija – istražuje korištenje apstrakcija i matematičkih modela za proučavanje bioloških pojava.
- Toksikologija – proučava prirodu, učinke i načine otkrivanja otrova
- Virologija - proučava viruse i virusima slične submikroskopske agense, parazitske čestice genetskog materijala sadržane u proteinskom omotaču.
- Zoologija - proučava životinje.